# Métaphysique des tubes
Métaphysique des tubes - letterlijk: "Metafysica van het spijsverteringskanaal" -  is een korte roman van de Franstalige Belgische auteur Amélie Nothomb die in 2000 werd gepubliceerd. In 2001 bracht De Bezige Bij een Nederlandse vertaling uit onder de titel "Gods ingewanden".
Het hele verhaal is verteld vanuit het ik-perspectief en de lezer maakt dus rechtstreeks kennis met wat er zich in het hoofd van de protagonist afspeelt.
Net als in het voorgaande Stupeur et tremblements keert de schrijfster terug naar Japan, ditmaal naar haar eerste drie levensjaren die ze er doorbracht. De autobiografische roman beschrijft de wereld zoals hij wordt ontdekt door een driejarig kind. Het behandelt thema's als zelfbewustzijn, taalverwerving, tweetaligheid en de ontwikkelingspsychologie.
Met deze roman bevestigde Amélie Nothomb haar talent dat na haar Stupeur et tremblements al was gehonoreerd met de Grand Prix du roman de l'Académie française van 1999. Ze onthult nu nieuwe kanten van haar persoonlijkheid en verleden. Ook in Métaphysique des tubes weet ze met haar scherpe, onopgesmukte schrijfstijl, originele bespiegelingen en humor de lezer te boeien tot de laatste bladzijde.

## Samenvatting
Japanners geloven dat kinderen - of ze nu Japans zijn of niet - tot de leeftijd van drie goden zijn (elk kind is een "okosama", of "Heer kind"). Op hun derde verjaardag vallen ze uit de gratie en treden ze toe tot de rest van het menselijk ras. De verteller van de roman bracht zelf de eerste twee en een half jaar van haar leven door in een bijna 'vegetatieve toestand': « un tube digestif inerte et végétatif dont les activités se bornent à ses besoins primaires », een organisme dus dat zich beperkt tot eten en verteren. Vanuit deze toestand reflecteert ze over de wereld, de mensheid en God. Sterker nog: zij begint zichzelf als God te beschouwen. Zij ziet zich op haar drie jaar echter gedwongen om dit bestaan als 'tube' op te geven om een 'normaal kind' te worden. Hierbij beschrijft ze op een geestige wijze de reacties van haar omgeving. Haar ouders zien hoe hun 'plant' een kind wordt en ontdekt dat ze kan bewegen. Hun enthousiasme duurt echter niet lang, want hun dochter is nu wel heel erg actief. Ze krijst de hele dag en krijgt woedeaanvallen alsof ze de tijd moet inhalen die ze als 'plant' verloren heeft. Pas als ze het bestaan van het plezier ontdekt door het eten van witte chocolade komt ze tot bedaren. In een snel tempo ontdekt ze de taal, Japan, de vijver met de karpers, de tijd en de dood. Daardoor wordt ze zo depressief dat ze een zelfmoordpoging onderneemt, maar ze wordt tegen haar wil gered van verdrinking in de vijver met de karpers.